# 千穗谷
千穗谷又名千穗莧、籽粒莧、籽粒芡、莧米（学名：Amaranthus hypochondriacus），为苋科苋属的植物。

## 穀粒莧的起源
『穀粒莧』在八千年前就已開始人工栽培了。它曾經是南美印加人及阿茲特克人重要的穀類糧食；阿茲特克以及住在墨西哥的美洲紅人（英語：Amerindian）也用它來準備敬神用的飲料和食物。目前南美洲人把它爆成爆米花，而後加上蜂蜜或糖蜜，做成甜點叫做 「alegria」，西班牙文意為『快樂』 (Happiness) 。祇因它是重要的『本土文化』 (Indigenous Culture)，容易準備，富營養，且極可口，所以『穀粒莧』在 1970 年代開始在墨西哥復甦，特別是繁穗莧 (Amaranthus cruentus) 及籽粒莧或千穗莧 ( Prince’s feather，學名A. hypochondriacus) 這兩種穀粒莧。當然用做『穀粒莧』的不祇這兩個品種，比如紅莧菜、老鎗殼、尾穗莧 (Love-Lies-Bleeding，A. caudatus) 也可做穀粒莧，特別是種植於秘魯與玻利維亞 一帶。美國也於 1970 年代開始種植『穀粒莧』，數千英畝農地所產的『穀粒莧』大都供應給健康食品店。
和蕎麥 (Buckwheat，學名 Fagopyrum esculentum) 、藜麥、灰米、或印地安麥 (Quinoa，學名Chenopodium quinoa) 一般，穀粒莧除了富含極其完整的植物蛋白質，它們也是膳食纖維 (Dietary fiber)，及膳食礦物質 (Dietary minerals)，比如鐵質 (Fe)、鎂(Mg)、磷 (P)、銅 (Cu)、及錳 (Mn) 等的好來源。穀粒莧的種子和種子油，對由於高血壓而引起的過度緊張 (Hypertension)，及冠狀動脈疾病 (Cadiovascular disease，一种由心臟的冠狀動脈硬化而造成的疾病) 有益。經常食用穀粒莧的種子和種子油，也可降低血壓和膽固醇，並改進體內抗氧化狀態 (Antioxidant status) 和免疫指標 (Immune parameters)。

## 形态
一年生草本，茎高大，无毛。卵形叶子有长柄。夏秋开花，穗状花序，再集成直立稠密的圆锥花序。紫色或绿色。苞片有长芒。近棱状卵形的胞果，环状横裂，外包刺毛状苞和花被片。

## 分布
分布在北美以及中国大陆的河北、云南、四川、内蒙古等地，生长于海拔700米至3,000米的地区，见于逸生，目前已由人工引种栽培。

## 异名
- Amaranthus hybridus L. var. hypochondriacus (L.) Robinson[1]

## 外部連結
- 维基共享资源上的相關多媒體資源：千穗谷